# RANK
RANK (dall'acronimo in lingua inglese per Receptor Activator of Nuclear Factor κ B), anche chiamato recettore del fattore di necrosi tumorale 11A o recettore TRANCE, è una proteina recettoriale che, nell'essere umano, è codificata dal gene TNFRSF11A e fa parte della superfamiglia dei recettori del fattore di necrosi tumorale.

## Struttura e funzione
Si tratta di una proteina di membrana di tipo I espressa sulla superficie degli osteoclasti ed è coinvolto nella loro attivazione mediante il legame con RANKL, che si ritrova sulla membrana delle cellule stromali, degli osteoblasti e dei linfociti T. RANK può essere espressa anche dalle cellule dentritiche, dove facilita la trasduzione del segnale regolatrice la risposta immunitaria.

## Interazioni
RANK interagisce con numerosi membri della famiglia TRAF, in particolar modo con TRAF6, TRAF5, TRAF1, TRAF2 e TRAF3.